# Endeslev Sogn
Endeslev Sogn 
ist eine Kirchspielsgemeinde (dän.: Sogn)
auf der Insel Sjælland im südlichen Dänemark.
Bis 1970 gehörte sie zur Harde Bjæverskov Herred im damaligen Præstø Amt, danach zur Vallø Kommune im Roskilde Amt, die im Zuge der  Kommunalreform zum 1. Januar 2007 in der Stevns Kommune in der Region Sjælland aufgegangen ist.
Im Kirchspiel leben 512 Einwohner (Stand: 1. Januar 2023).
Im Kirchspiel liegt die Kirche „Endeslev Kirke“.
Nachbargemeinden sind im Nordosten Himlingøje Sogn, im Südosten Hårlev Sogn und im Südwesten Vråby Sogn, ferner in der benachbarten Køge Kommune im Westen Sædder Sogn und im Norden Herfølge Sogn.